# Kostel svatého Matouše (Malotice)
Kostel svatého Matouše je římskokatolický filiální kostel v Maloticích. Neorománská stavba z roku 1904 byla v roce 2013 Ministerstvem kultury České republiky prohlášena kulturní památkou České republiky.

## Historie
První písemná zmínka o kostele svatého Matuše je z roku 1309, kde se uvádí vysvěcení hlavního oltáře biskupem pražským Janem IV. z Dražic.V roce 1676 je uváděn jako kaple. Sloužil jako farní kostel až do třicetileté války, kdy byl s celou vesnicí z větší části zničen. V druhé polovině 17. století byl obnoven, ale byl připojen k farnosti v Zásmukách. V roce 1787 byl pak barokně přestavěn.
Farním kostelem se stal opět až roku 1856. Z podnětu nového faráře Františka Exnera došlo v roce 1864 k zbourání větší části starého kostela. Na jeho místě byl postaven současný novorománský kostel, přičemž z původního kostela zbylo jen kněžiště. Tento kostel byl dokončen až roku 1904. Jako farní kostel sloužil do 70. let 20. století, kdy byl opět připojen k zásmucké farnosti. Od roku 2005 náleží pod římskokatolickou farnost Kostelec nad Černými lesy.

## Popis

### Exteriér
Kostel stojí v severní části obce uprostřed zrušeného hřbitova. Je obehnán zděnou ohradní zdí. U jižní stěny kostela je umístěn dřevěný kříž s litinovým korpusem a po stranách kříže jsou dvě barokní sochy svatého Jana Nepomuckého a svatého Prokopa, které sem byly přemístěny z křižovatky na západní straně obce. Obě sochy pochází z třicátých let 18. století a jsou památkově chráněny.
Kostel je jednolodní zděná omítaná orientovaná stavba na půdorysu obdélníku ukončena pravoúhlým kněžištěm. Na severní straně je sakristie na půdorysu čtverce. K západnímu průčelí je přistavěna hranolová věž.

### Interiér
Loď zaklenuta valenou klenbou je propojena vítězným obloukem s kněžištěm, které má křížovou klenbu. Na vítězném oblouku je malba Arma Christi (Nástroje Kristova umučení). Stěny interiéru mají plošnou ornamentální a vegetativní výmalbu. Pozdně barokní hlavní oltář nese rokokový obraz svatého Matouše z roku 1798. Po jeho stranách stojí rokokové sochy svatého Prokopa a svatého Vojtěcha. Podle soupisu památek z roku 1897 byly v kostele dva boční oltáře zasvěcené svatému Josefu a svaté Anně. Kazatelna zdobená řezanými reliéfy svatých, lavice, zpovědnice, křtitelnice a další vnitřní vybavení vyrobila v novorománském stylu v roce 1904 firma bratří Bušků ze Sychrova. Na kruchtě jsou jednomanuálové varhany se sedmi rejstříky, které vyrobil varhanář Jan Tuček v roce 1894.

## Zvony
Podle soupisu památek z roku 1897 byly v kostele zavěšeny tři zvony. První zvon z roku 1504 od mistra Tobiáše měl průměr 0,685 m, výšku 0,46 m a hladký plášť s nápisem:„per magistrum thomani illa anno domini mccccc gvarto“. Zvon byl v roce 1904 přelit Arnoštem Diepoldem z Prahy. V roce 1916 byl rekvírován pro válečné účely.
Druhý zvon z roku 1600 od zvonaře Bartoloměje z Cimperka měl průměr 0,59 m, výšku 0,46 m a byl zdobený drobnými reliéfy s biblickými výjevy. Na plášti má nápisy:
„DOKAZUGESS ZAGISTE BUH LASKY SWE K NAM / NEBO KDYZ GSME MY GESSTIE HRZISSNI BYLI / TEHDAZ KRISTUS VMRZEL ZA NAS MNOHEM / MY TEHDY WICE NYNI GIZ SPRAWEDLIWY VCZI / NIENI KRWE GEHO WYSWOBOZENI BUDE / ME OD HNIEWU A SKRZE NIEHO SAMEHO. INRI.“
Při obrubě je dvouřádkový nápis:
„Slowutny Bartolomieg Zwonarz z Cynperku / w Nowem Miestie tento Zwon udielal L 1600“.
Třetí zvon původně z roku 1491 od konváře Hanuše z Prahy byl přelit v roce 1844 pražským zvonařem Karlem Bellmannem.. V roce 1916 byl rekvírován pro válečné účely.

## Další fotografie

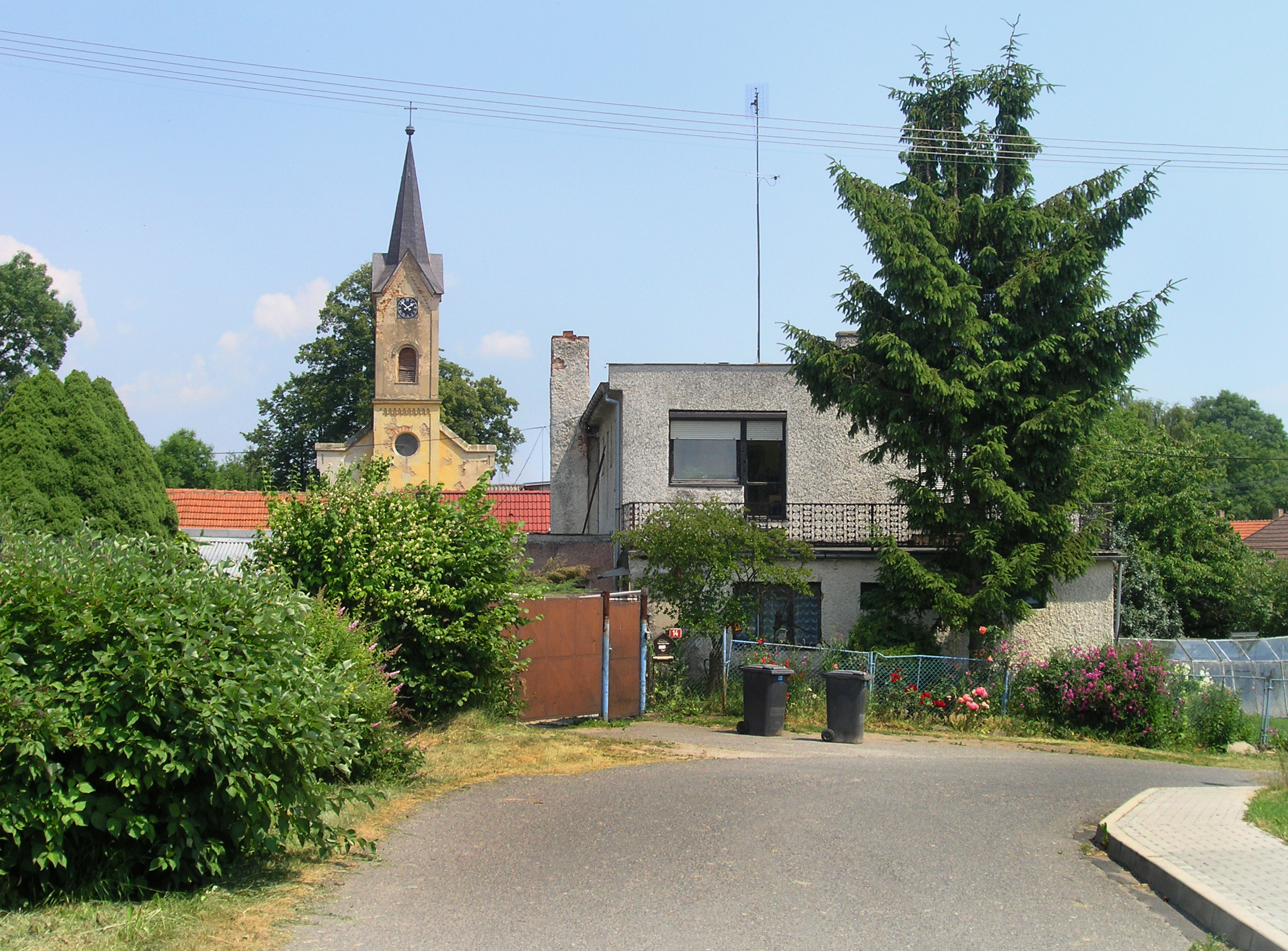
Pohled od západu
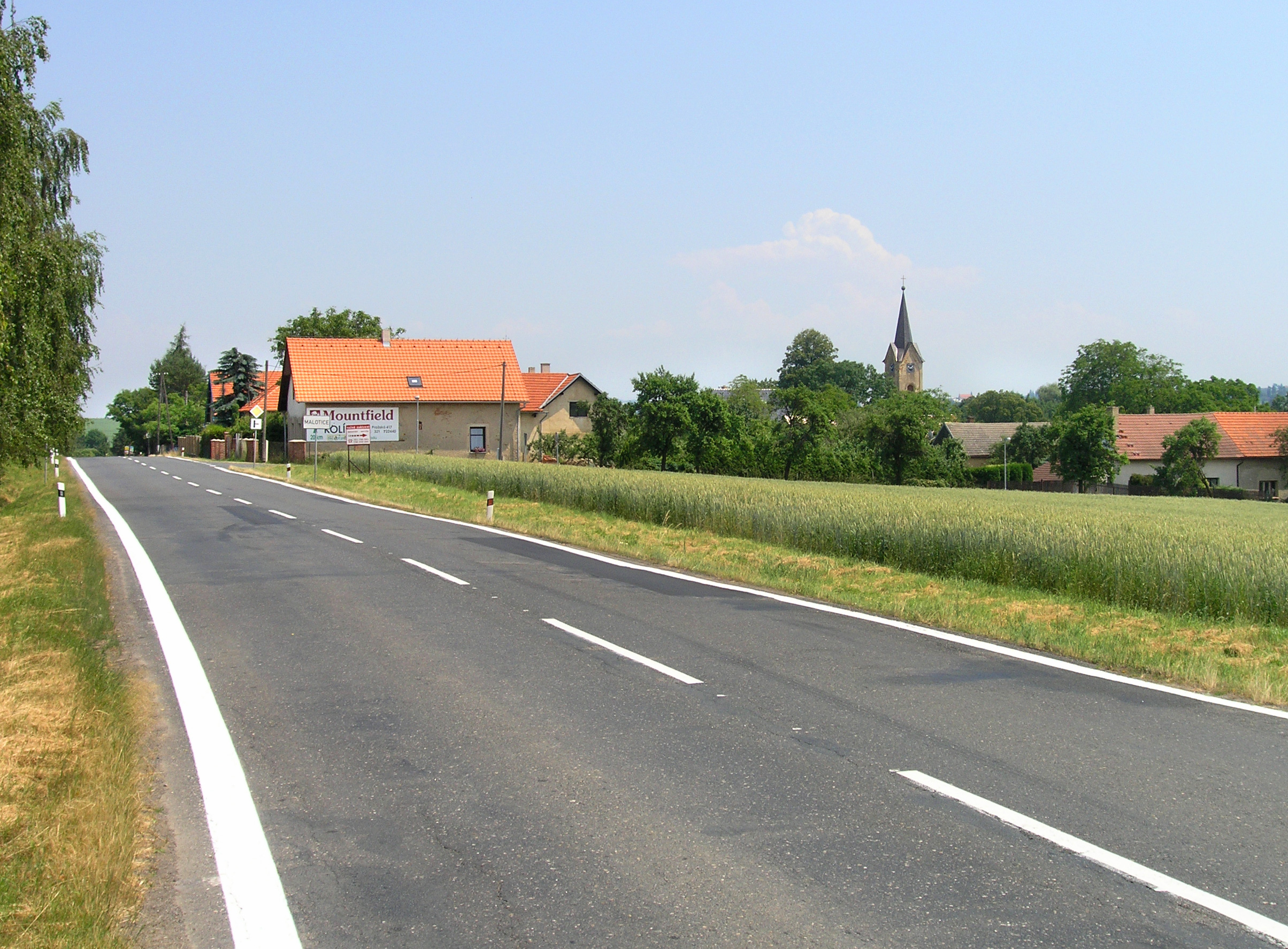
Věž kostela je v místní rovinaté krajině zdálky viditelná
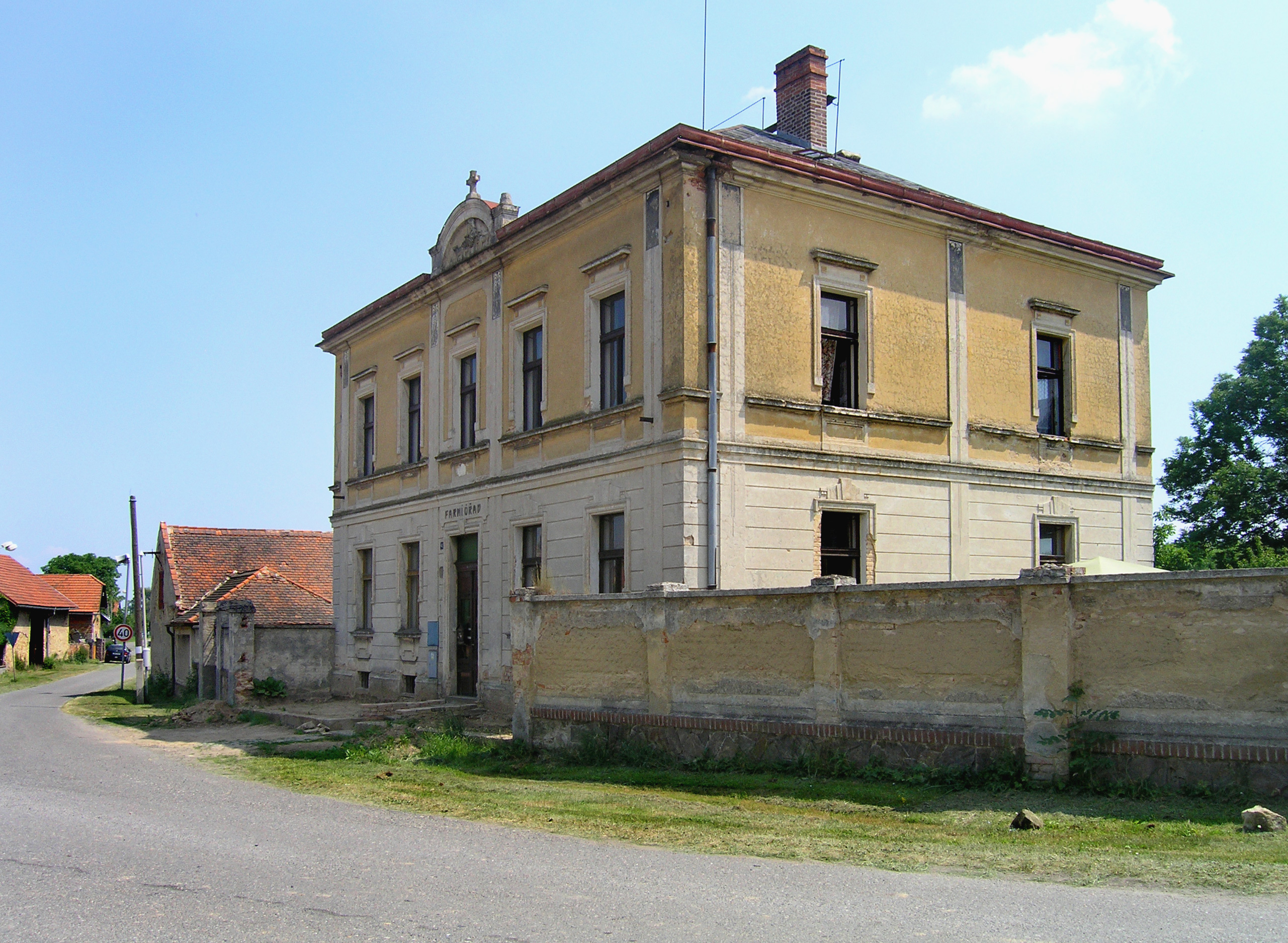
Budova původní fary